# 山胡桃
山胡桃（学名：Carya cathayensis）是山核桃属植物。

## 异名
- Carya dabieshanensis M.C.Liu & Z.J.Li
- Hicoria cathayensis (Sarg.) Chun, 1921
- Hicorius cathayensis (Sarg.) Chun

## 形态
与核桃相比，山胡桃壳薄，无褶皱，个体较小，呈倒卵形。
区别于山核桃属其他植物的一个特征：叶的背面中脉仅有稀疏柔毛或后来脱落近无毛；外果皮通常有四条纵棱，至少两条自果顶达果实基部。

## 分布
原产中国，分布于安徽、浙江等地。